# Dysidea papillosa
Dysidea papillosa är en svampdjursart som först beskrevs av Johnston 1842.  Dysidea papillosa ingår i släktet Dysidea och familjen Dysideidae. Inga underarter finns listade i Catalogue of Life.